# Phantasy Star

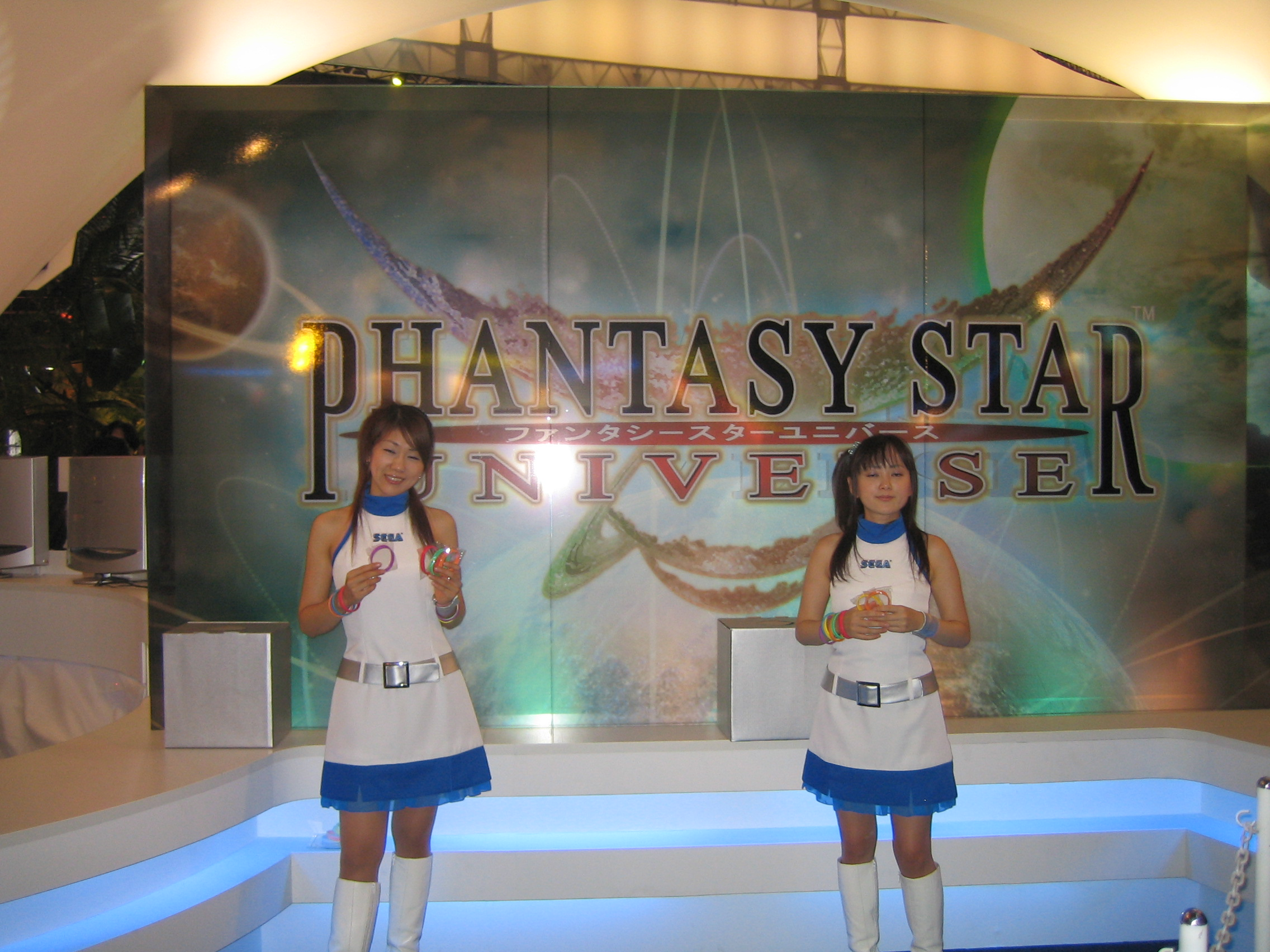
Estande promocional de Phantasy Star Universe

Phantasy Star (ファンタシースター) é uma série de jogos eletrônicos de RPG para os consoles produzida pela Sega, e tem muitas versões e capítulos, inclusive uma série online. Ao contrário da maioria dos RPGs deste tipo, ele tem uma ambientação futurista/fantasia, onde você combate monstros usando armas (como espadas e pistolas), magias e até mesmo veículos.

## Enredo
O primeiro jogo, Phantasy Star, foi lançado para Master System. Apresentava uma incrível visão 3D quando dentro de masmorras, que se atravessava em tempo real em primeira pessoa. A história é sobre Alis (アリサ, Alisa ou Alicer, no original japonês), uma garota que vê seu irmão Nero (ネロ) ser morto e, seguindo seu último pedido, sai para continuar o que seu falecido irmão tentara fazer: descobrir os planos de Lassic (ラシーク). A ação começa em um distrito residencial futurista chamada Camineet (カミニート) em um sistema estelar de três planetas chamado Algol (アルゴル). Depois de excursionar por labirintos subterrâneos e cavernas, ela consegue viajar para os outros planetas e continuar a sua jornada. Com a ajuda de aliados que vai conhecendo ao longo do jogo, ela busca derrotar Lassic, passando por diversas aventuras.
Alguns jogos da série são interligados através do enredo e outros através do universo de Phantasy Star, diferentemente de outras séries de RPG de sucesso, como Final Fantasy. O segundo jogo, Phantasy Star II, passa-se 1000 anos após a aventura de Alis, mas o personagem principal Rolf (cujo nome também pode ser definido pelo jogador) descobre ao longo da jornada que os motivos que o levam a essa aventura estão conectados com os acontecimentos do primeiro jogo. Phantasy Star IV toma para si a responsabilidade de fechar a história que se passa no sistema Algol, 1000 anos depois do segundo episódio, novamente usando extensivamente elementos dos enredos anteriores para manter a continuidade, além de expor, pela primeira vez, o inimigo maior por trás de toda a história.
O terceiro episódio, por sua vez, passa-se fora do sistema estelar Algol, em uma grande espaçonave, também 1000 anos após Phantasy Star II (a versão japonesa especifica 2000 anos). O jogo apresenta um inovador sistema de gerações, onde, ao final de uma aventura, o personagem principal vê-se obrigado a casar-se com uma de suas companheiras. Seus filhos, então, iniciam uma nova jornada em busca de novos aliados e contra novos inimigos. A aparência gráfica destoante, bem como um sistema de batalha diferente do que já havia sido feito, além do fato de não se passar em Algol, fez com que muitos fãs da série rejeitassem Phantasy Star III como parte da história principal. Entretanto, os criadores do jogo (há boatos não confirmados de que Phantasy Star III seria, na verdade, um jogo completamente diferente, convertido em Phantasy Star na última hora) tomaram o cuidado de inserir, durante a terceira geração, todos os elementos de enredo que ligam este episódio ao segundo.
Os outros jogos da franquia costumam ter referências aos jogos iniciais, porém, possuem histórias independentes da série original e, por vezes, criando novas sequências.

## Características
Um recurso interessante é a opção de falar com os monstros que você encontra: algumas vezes eles são amistosos e vão embora.
Foi lançado em 20 de dezembro de 1987 no Japão e foi um dos primeiros cartuchos a incluir baterias para salvar jogos. Além disso, a versão japonesa do jogo incluía sons em FM que conferem qualidade ainda melhor ao áudio original. Essa característica, entretanto, não estava disponível para as versões ocidentais do jogo, uma vez que apenas os consoles japoneses dispunham do chip FM.
A maior disponibilidade de recursos técnicos se fez ver nos episódios posteriores, com novas animações em batalha, novas magias, ataques combinados, novos veículos (até mesmo personagens que se transformam em aeronave, barco ou submarino), além da disposição e quantidade de inimigos durante as batalhas.

## Universo
A série Phantasy Star é ambientada em universo próprio, sendo certo que possui referência ao planeta Terra no segundo jogo, o apocalíptico Phantasy Star II, com três planetas principais e um quarto planeta que surge no Phantasy Star IV. O nome do sistema estelar da série é "Algol", onde encontram-se uma estrela (Algol) e quatro planetas girando em sua órbita. O sistema Algol fica situado na galáxia de Andrômeda.

### Planetas de Algol
- Palma: De forte vegetação e com muita similaridade ao nosso planeta Terra. Local de início do primeiro jogo onde vivem os "Palmanos", que são humanos comuns;
- Motávia: Com um gigantesco deserto cheio perigos. É onde se situa a Capital do Governo de Algol e lar dos "Motavianos", seres com o corpo coberto de pelos, semelhantes aos roedores;
- Dezoris: Repleto de neve e gelo. Local inóspito, pouco povoado e terra natal dos "Dezorianos", que são seres de pele verde e aspecto reptiliano;
- Rykros: O planeta secreto. Coberto de formas de vidas estranhas e cristais. Não possui civilização conhecida, apenas monstros, uma entidade que detém uma poderosa técnica e três seres a serviço da "Grande Luz".

### Civilização de Algol
- Palmanos: Equivalem aos seres humanos normalmente vistos nos RPGs. Vivem em grandes cidades ou em vilarejos. São conhecidos também por serem os primeiros exploradores do Sistema Algol a colonizar os outros planetas restantes. Sabemos que há diversas cidades e vilarejos em Algol que foram ocupadas pelos palmanos. Em Motávia é onde se concentra uma boa parte do povo de Palma, pois é lá onde fica a grande capital do governo algoniano, Paseo. Dezóris tinha uma pequena cidade subterrânea chamada Skure, mas com o passar dos anos, os palmanos foram conquistando o planeta gélido. Hoje, sabemos que há duas cidades palmanas em Dezóris;
- Motavianos: Os motavianos têm a aparência semelhante à de uma coruja, com olhos vermelhos e cobertos de penas azuis, quase sempre utilizando uma espécie de manto com capuz que pode cobrir ou não a cabeça. Não se sabe ao certo quando eles começaram a habitar as cidades. Em Phantasy Star IV, os motavianos viviam no vilarejo de Molcum, que fora destruído. Logo depois passaram a morar em Tonoe. Porém, há uma controvérsia sobre a habitação motaviana, pois em Phantasy Star generation:1, os motavianos habitam o vilarejo de Sopia;
- Dezorianos: De forma humanoide-reptiliana, têm a aparência de alguém magro, alto e de cor verde. Suas vestes variam, mas, normalmente, são vistos com casacos e similares para se protegerem do frio dezoriano. No primeiro jogo de Phantasy Star, sabe-se que os dezorianos habitam a pequena cidade de Aukba. Com o decorrer da história, sabemos que eles já habitam a maior parte das cidadelas de Dezoris, com exceção de duas que foram colonizadas pelos palmanos.

### Monstros e Criaturas
Alguns monstros em Phantasy Star são recorrentes, como Slime e o Ant-Lion, sendo certo que os jogos se utilizam de criaturas mitológicas como medusas e mantícoras, bem como de criações da ficção científica como androides, ciborgues e clones em todos os seus jogos. Inclusive havendo personagens jogáveis que se enquadram nestas especificações.

## Criadores
No time de criação de Phantasy Star, destacam-se duas personalidades do mundo dos videogames. A primeira é Rieko Kodama (小玉理恵子), considerada a "mãe" da série, por ter influência decisiva em diversos aspectos da mesma. Outros trabalhos de Kodama incluem Altered Beast e, mais recentemente, integrando à equipe Overworks da Sega, Skies of Arcadia, do console Dreamcast.
A segunda figura importante é Yuji Naka (中裕司), que anos mais tarde tornar-se-ia famoso por ser "pai" de Sonic, o maior ícone da Sega. Naka foi o programador que tornou possíveis os excelentes gráficos do jogo. Hoje, Naka trabalha no Sonic Team, da Sega, e retomaria a série com o lançamento de Phantasy Star Online.

## Versões
A série Phantasy Star teve versões no Master System, Mega Drive/Genesis, Game Gear, Sega Saturn, Dreamcast, Game Boy Advance, PlayStation 2, PlayStation 3, PlayStation 4, GameCube, Xbox, Xbox 360, PC, DS, PSP e PSVita. São elas:
- Phantasy Star (Master System, 1988);
- Phantasy Star II (Mega Drive/Genesis, 1989);
- Phantasy Star: Anne's Adventure (periférico Sega Meganet modem, 1991);
- Phantasy Star: Huey's Adventure (periférico Sega Meganet modem, 1991);
- Phantasy Star III: Generations of Doom (Mega Drive/Genesis, 1991);
- Phantasy Star Adventure (Game Gear japonês, 1992);
- Phantasy Star Gaiden (Game Gear japonês, 1992);
- Phantasy Star IV: The End of the Millennium (Mega Drive/Genesis, 1994);
- Phantasy Star Collection (Sega Saturn japonês, 1998);
- Phantasy Star Online (Dreamcast e PC, 2002);
- Phantasy Star Collection (Game Boy Advance, 2002);
- Phantasy Star Online: Episode I & II (GameCube e Xbox, 2002);
- Phantasy Star generation:1 (PlayStation 2, 2003, no Japão apenas);
- Phantasy Star Online: Episode III: C.A.R.D. Revolution (GameCube, 2004);
- Phantasy Star generation:2 (PlayStation 2, 2005, no Japão apenas);
- Phantasy Star Universe (PlayStation 2, Xbox 360 e PC, 2006);
- Phantasy Star Universe: Ambition of the Illuminus (PC, PlayStation 2 e Xbox 360, 2007);
- Phantasy Star Portable (PSP, 2008);
- Phantasy Star Zero (DS, 2009);
- Phantasy Star Portable 2 (PSP, 2010);
- Phantasy Star Online 2 (PC, PSVita e PlayStation 4, 2011);
- Phantasy Star Online 2es (iOS e Android, 2013).

Phantasy Star Collection do Sega Saturn contém as quatro primeiras versões de PS (PS, PS II, PS III e PS IV).
Phantasy Star Collection do Game Boy Advance contém as três primeiras versões de PS (PS, PS II e PS III).
Phantasy Star generation:1 é um relançamento aprimorado do Phantasy Star original.
Phantasy Star generation:2 é um relançamento aprimorado do Phantasy Star II original.
As versões de PS, PS II e PS III foram lançadas no Brasil completamente traduzidas para o português pela TecToy, a representante da Sega no Brasil.
Phantasy Star Online 2 ganhou uma animação em 2016.